# Jettkofen
Jettkofen ist eine von acht Ortschaften  der baden-württembergischen Gemeinde Ostrach im Landkreis Sigmaringen in Deutschland.

## Geographie

### Geographische Lage
Jettkofen liegt rund zwei Kilometer nördlich vom Hauptort Ostrach im Tal der Ostrach.

### Ausdehnung des Gebiets
Die Gesamtfläche der Gemarkung Jettkofen umfasst 431 Hektar (Stand: 31. Dezember 2023).

## Geschichte

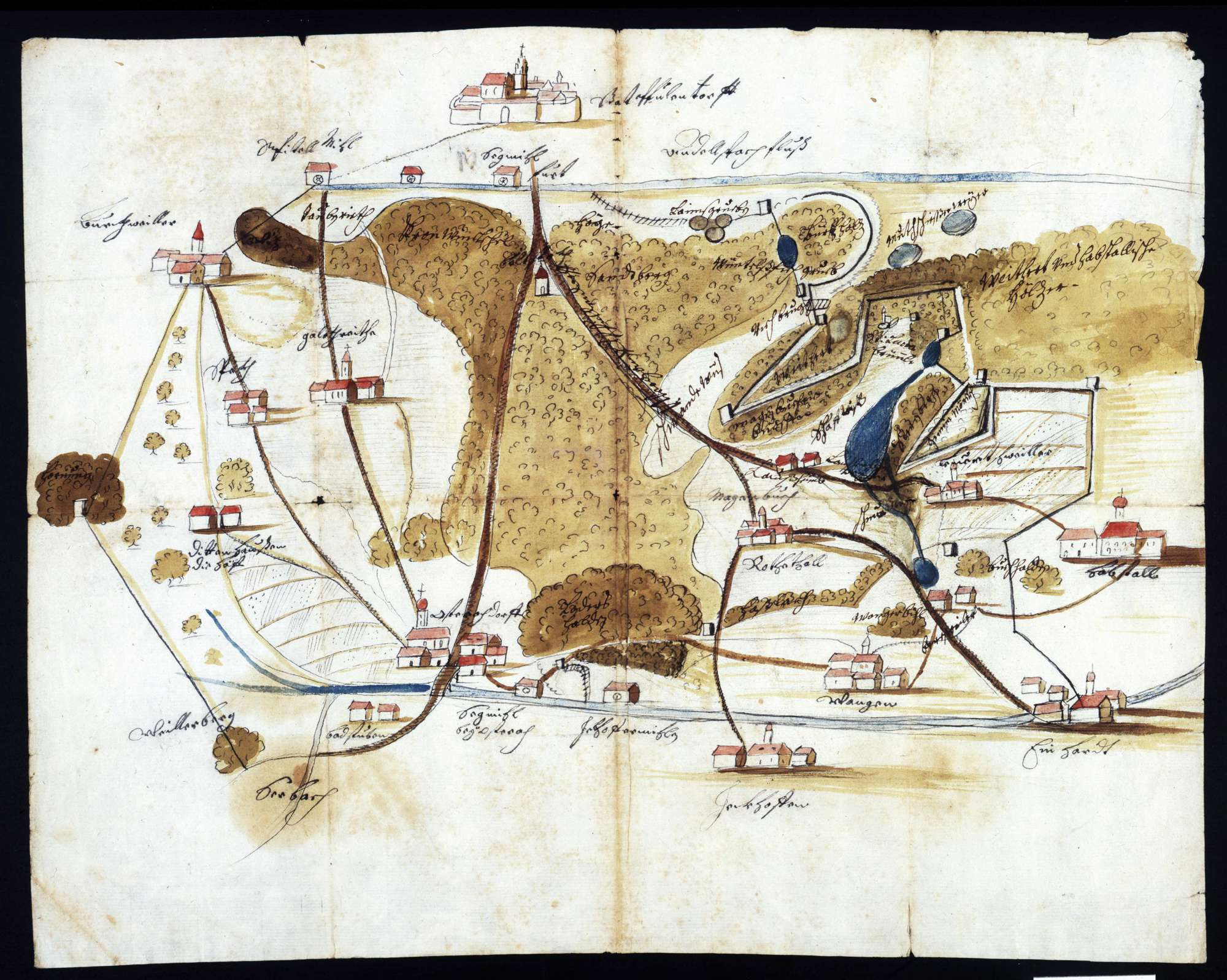
Jettkofen auf einer Karte mit der „Beschreibung des ostrachischen Bezirks“ aus dem Jahr 1697

Vermutlich hat hier schon im 7./8. Jahrhundert eine Siedlung bestanden, urkundlich erstmals erwähnt wurde Utekouen 1263.
1317 gehörte Jettkofen zur Grafschaft Friedberg, 1452 ging der Ort in Besitz der Truchsessen von Waldburg, 1736 wurde das gesamte Dorf Jettkofen geometrisch vermessen: Die Jettkofer Güter wurden damals nach Heiligen benannt, zum Beispiel St. Ignati, St. Rosa und St. Affra.
1786 gelangt der Ort an das Haus Thurn und Taxis. Die Grundherrschaft war zwischen den Klöstern Salem und Habsthal geteilt. 1806 kam Jettkofen unter württembergische Staatshoheit.
Im Zuge der Gebietsreform in Baden-Württemberg wurde Jettkofen am 1. Januar 1975 in die neue Gemeinde Ostrach eingegliedert.

### Ortsname
Die Herkunft des Ortsnamens wird auf die Person des Uoto zurückgeführt, die Silbe kofen bedeutet Hof; somit ist Jenkofen ursprünglich als „Hof des Uoto“ anzusehen.

Im Laufe der Jahrhunderte wurden folgende Versionen verwendet: Utekoven, Uetkofen, Yekhoven, Yeckhoffen, Yekouffen, Yegkhofen, Yettkhoffen, Yeckhofen, Jehkofen (1452), Jekoffen, Jethofen und Jetkofen. Die heutige Form Jettkofen soll seit 1840 bestehen.

### Einwohnerentwicklung
In Jettkofen wurden 1829 217 Einwohner gezählt. Heute sind es 292.
| 1829 | 1961 | 1970 | 1990 | 2012 | 2014 | 2024 |
| ---- | ---- | ---- | ---- | ---- | ---- | ---- |
| 217  | 277  | 262  | 270  | 242  | 253  | 292  |

## Politik

### Ortsvorsteher
Ortsvorsteher von Jettkofen ist Jürgen Arnold.

### Wappen
Das seit dem 28. Juli 1927 geführte Wappen der ehemaligen Gemeinde Jettkofen zeigt in Blau schräggekreuzt eine goldene Ähre und eine silberne Sichel.

## Kultur und Sehenswürdigkeiten

### Bauwerke
In Jettkofen stehen ein „Feldkreuz“ (Am Gunzenhauser Weg, Flurstück 335), die „Kapelle St. Wolfgang und Katharina“ (Einharter Straße, Flurstück 23), die „Ehemalige Mühle“ (Mühlgasse 6; 1832), ein „Brunnen, bestehend aus Brunnenstock und Schale“ (Ostracher Straße, zwischen Nr. 9 und 13), ein „Wegkreuz“ (Tafertsweiler Straße, Flurstück 147; 1882) sowie die „Erinnerungssäule an die Schlacht von Ostrach“ (Flurstück 697) unter Denkmalschutz.

#### Kapelle St. Wolfgang und Katharina
Das Datum der Errichtung einer ersten Kapelle in Jettkofen ist nicht bekannt, seit dem 13. Jahrhundert gehörte Jettkofen als kirchliche Filiale zur Pfarrei Ostrach. 1568 wurde erstmals eine Kapelle erwähnt, 1579 wurde ein Um- oder Neubau durch den Konstanzer Weihbischof Balthasar zu Ehren Unserer Lieben Frau, des Heiligen Wolfgang und der Heiligen Katharina geweiht. 1775 bekam die Kapelle eine neue Glocke, zwischen 1895 und 1985 erfolgten fünf Renovierungen des Gebäudes.

### Dreiländereck
Am Fuße des Klausenbergs (603,4 m ü. NN), nördlich von Jettkofen (Koordinaten), gab es 1806 eines von vier Dreiländerecken auf der Gemarkung Ostrach, dessen Teilorte in Baden, Hohenzollern und Württemberg lagen, an der die drei Länder auf einen gemeinsamen Grenzpunkt stießen. Ein Grenzpfosten mit einer Hinweistafel des Grenzsteinmuseums Ostrach und den drei Wappen der ehemaligen Länder markiert diesen Punkt. Die anderen Dreiländerecken liegen bei Magenbuch, Laubbach und Wangen.

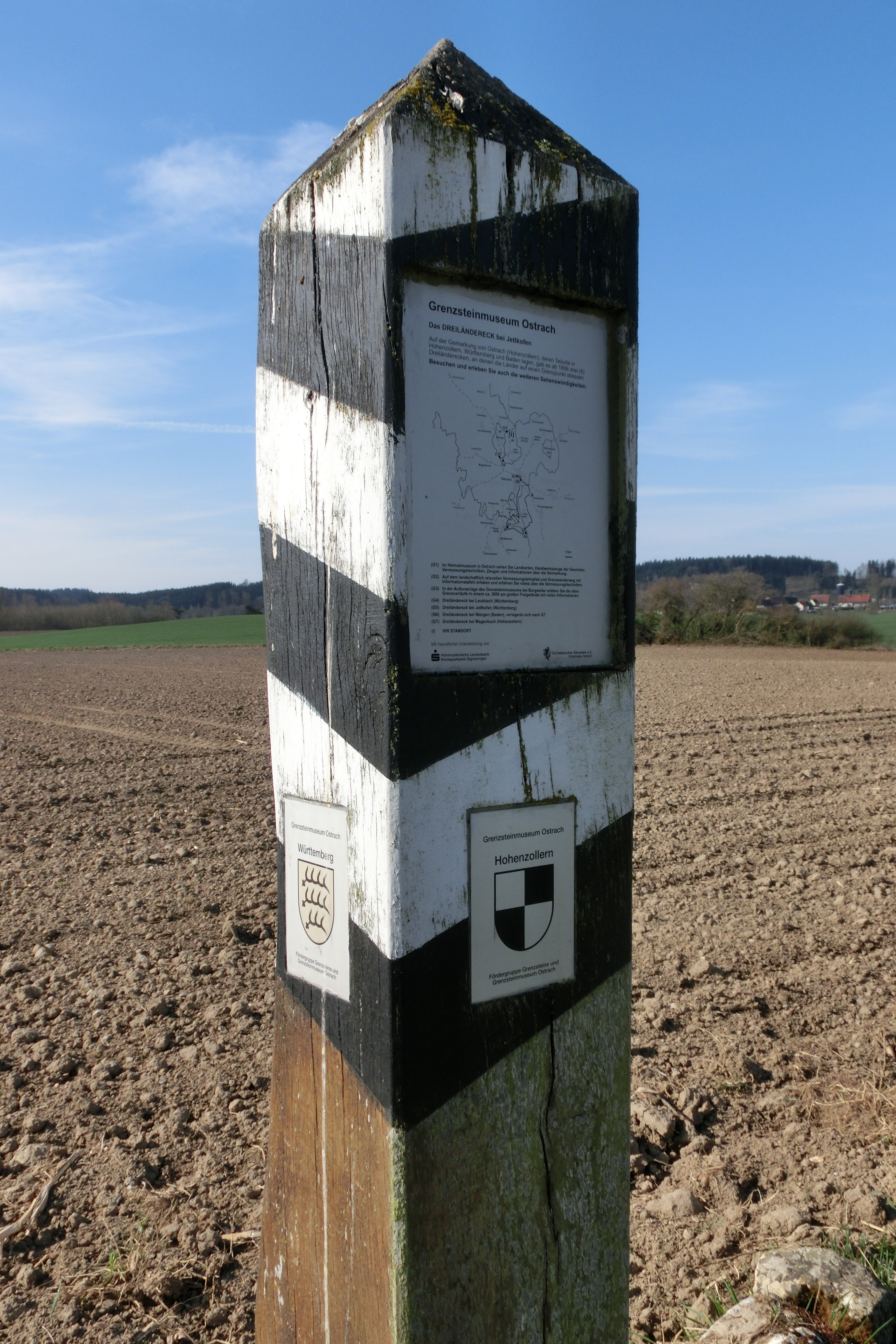
Grenzpfahl
Baden
Hohenzollern
Württemberg

## Wirtschaft und Infrastruktur

### Verkehr

#### Bürgerbus

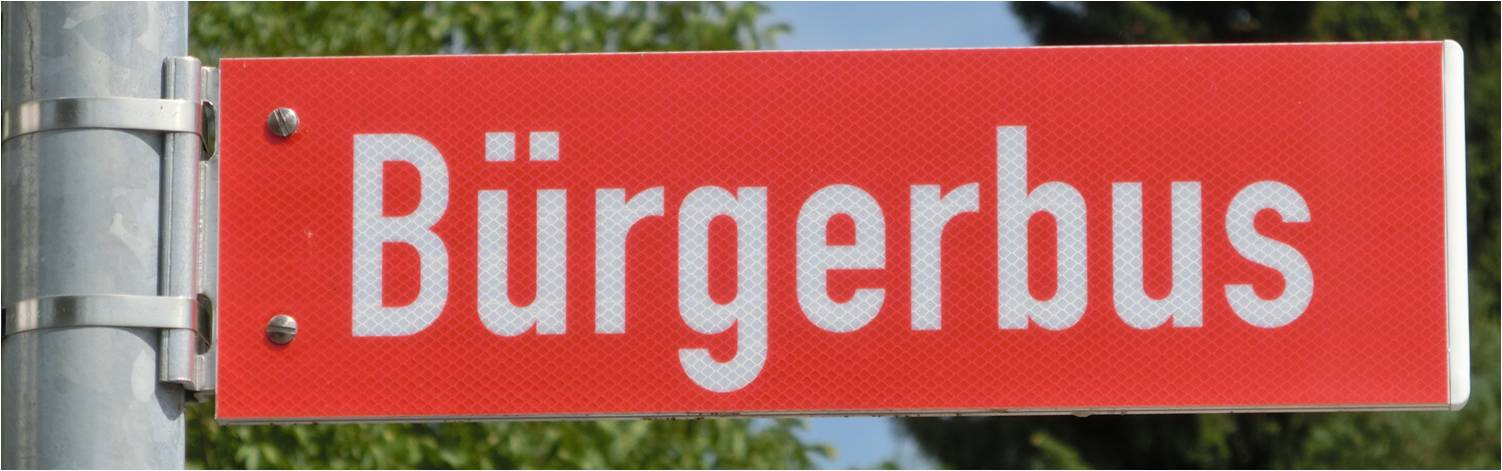
Haltestelle „Bürgerbus“

Der Ostracher Bürgerbus ergänzt den öffentlichen Nahverkehr und verbessert unter anderem die Mobilität von Menschen mit Behinderungen. An drei Tagen in der Woche fährt der Bus nach einem festen Plan zwischen der Ostracher Ortsmitte und Jettkofen, Wagen, Bernweiler, Einhart, Levertsweiler, Lausheim sowie Magenbuch.

Der Bürgerbus wird von der Gemeinde Ostrach finanziert und vom Bürgerbus-Verein sowie ehrenamtlichen Fahrern und Helfern betrieben.

### Sonstiges

#### Ostrach-Pegel „Jettkofen/Ostrach“
Südlich, an der Repperweiler Straße über die Ostrach, befindet sich bei Flusskilometer 16,0 der Pegel Jettkofen / Ostrach der Hochwasservorhersagezentrale Baden-Württemberg und der Landesanstalt für Umwelt, Messungen und Naturschutz Baden-Württemberg (LUBW); Betreiber ist das Regierungspräsidium Tübingen.